# Stary Żagań
Stary Żagań (niem. Altkirch) – wieś w Polsce, położona w województwie lubuskim, w powiecie żagańskim, w gminie Żagań, przy drodze wojewódzkiej nr 295.
W latach 1975–1998 miejscowość należała administracyjnie do województwa zielonogórskiego.

## Nazwa
W 1284 wzmiankowany kościół capella sti Vincencii in villa que dictur Antiqus Zagan. W 1295 r. w kronice łacińskiej Liber fundationis episcopatus Vratislaviensis (pol. Księga uposażeń biskupstwa wrocławskiego) miejscowość wymieniona jest jako Antiquum Zaganum.
9 września 1947 r. nadano miejscowości polską nazwę Stary Żagań.

## Części wsi
| SIMC    | Nazwa      | Rodzaj    |
| ------- | ---------- | --------- |
| 0917833 | Puszczyków | część wsi |

## Zabytki
Do wojewódzkiego rejestru zabytków wpisany jest:
- kościół parafialny pod wezwaniem Najświętszej Maryi Panny Królowej Polski, romański z połowy XII wieku (na co wskazuje dawne wezwanie św. Wincentego) i XIII wieku. Zbudowany w ośrodku kasztelańskim. Przebudowany w XV-XIX wieku. Wtedy poszerzono otwory okienne. Murowany z kamienia łamanego i orientowany. Pierwotnie jednonawowy z półkolistą apsydą od wschodu. Sklepienie absydy przypuszczalnie z XVI wieku.

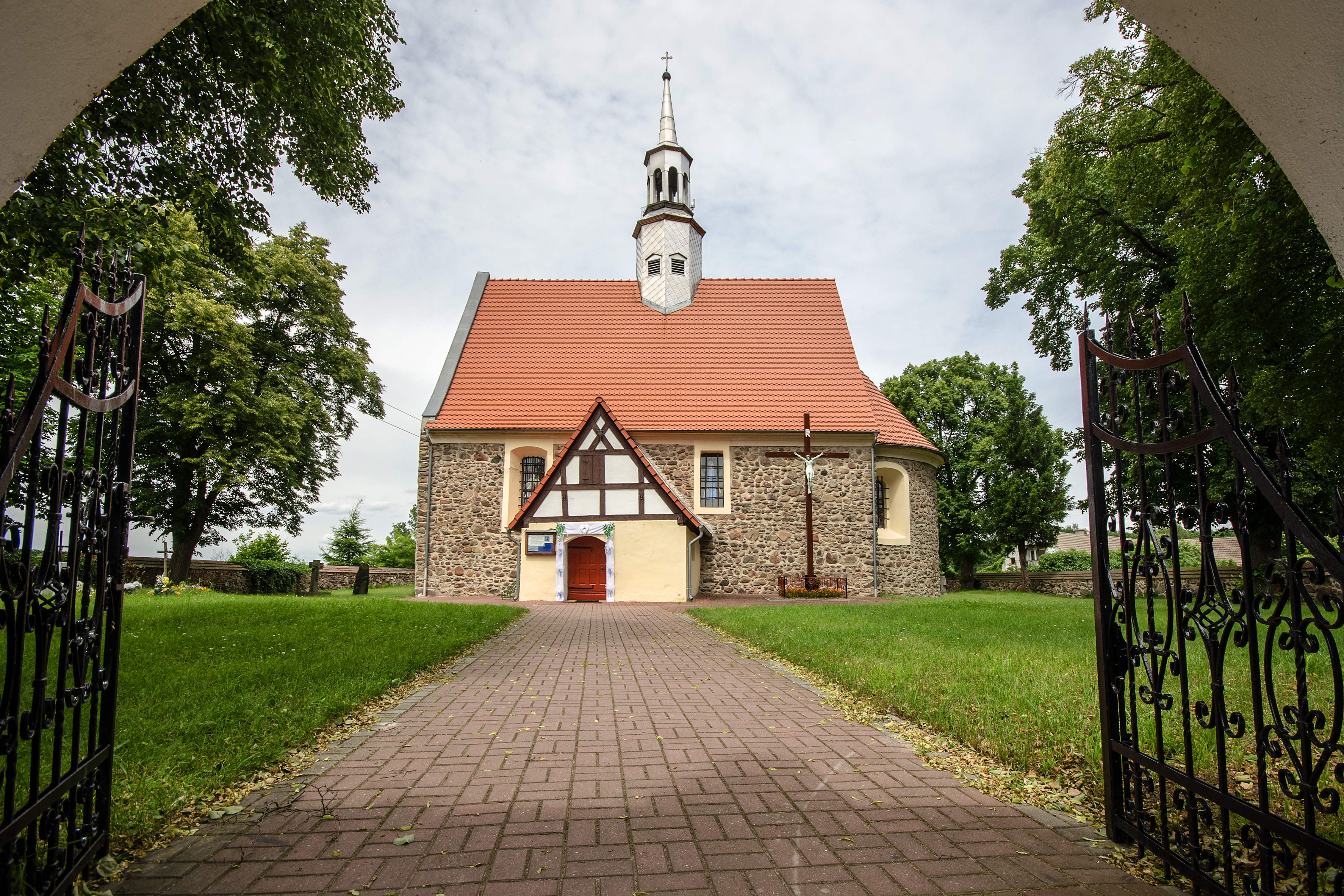
Kościół NMP Królowej Polski